# Arachnodaktylie

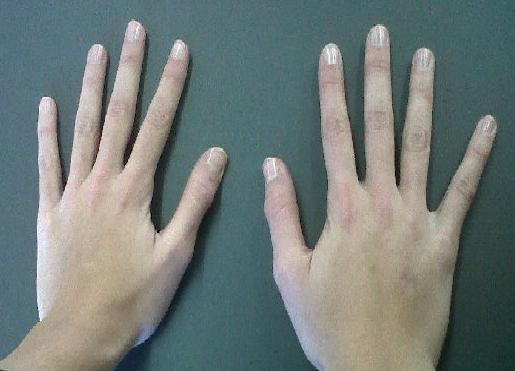
Hand mit Arachnodaktylie

Der Begriff Arachnodaktylie (von griechisch ἀράχνη „Spinne“ und  δάκτυλος „Finger“) bedeutet Spinnenfingrigkeit. Die Finger sind aufgrund vergrößerter Hand- und Fingerknochen ungewöhnlich lang und dünn. Diese Veränderung kann bei Geburt vorliegen oder sich im Laufe des Wachstums herausbilden. Die Veränderungen sind meist symmetrisch.
Diese Veränderung kann isoliert ohne klinische Auffälligkeit als Normvariante auftreten, aber auch mit verschiedenen Erkrankungen einhergehen:
- Marfan-Syndrom. Einzelheiten hierzu finden sich unter Marfan-Syndrom#Merkmale.
- Ehlers-Danlos-Syndrom
- Loeys-Dietz-Syndrom
- Homozystinurie
- Kongenitale Kontrakturale Arachnodaktylie
- Al-Gazali-al-Talabani-Syndrom[3]
- Bainbridge-Ropers-Syndrom
- Blindheit-Skoliose-Arachnodaktylie-Syndrom[4]
- Cytochrom-POR-Mangel
- Die-Smulders-Vles-Fryns-Syndrom[5]
- Galloway-Syndrom
- Haim-Munk-Syndrom
- Kosztolanyi-Syndrom[6]
- Marden-Walker-Syndrom
- Multiple endokrine Neoplasie (MEN 3)
- Van Benthem-Driessen-Hanveld-Syndrom[7]
- Van-den-Ende-Gupta-Syndrom